# Shelia Burrell
Shelia R. Burrell, ameriška atletinja, * 15. januar 1972, Albuquerque, Nova Mehika, ZDA.
Nastopila je na poletnih olimpijskih igrah v letih 2000 in 2004, ko je osvojila četrto mesto v sedmeroboju. Na svetovnih prvenstvih je v isti disciplini osvojila bronasto medaljo leta 2001, na panameriških igrah pa srebrni medalji v sedmeroboju in štafeti 4x100 m leta 1999.